# Медовки
Медовки (лат. Phylidonyris) — род воробьиных птиц из семейства медососовых (Meliphagidae), включает 3 вида.

## Описание
Длина тела 14—20 см, масса тела 10—29 г, самцы немного тяжелее самок.
Обитают медовки в Австралии, являясь её эндемиками. МСОП присвоил всем представителям рода охранный статус «Виды, вызывающие наименьшие опасения» (LC).

## Систематика
В 1975 году австралийский орнитолог Ричард Шодд поместил роды мелких птиц (Ptiloprora, Phylidonyris, Acanthorhynchus, Certhionyx, Conopophila, Lichmera) в одну ветвь эволюции медососовых.

### Классификация
Международный союз орнитологов относит к роду 3 вида:
- Phylidonyris niger (Bechstein, 1811) — Белощёкая медовка[1]
- Phylidonyris novaehollandiae (Latham, 1790) — Желтокрылая медовка[1]
- Phylidonyris pyrrhopterus (Latham, 1801) — Золотокрылая медовка

На основе молекулярного анализа вид белолобая медовка (Phylidonyris albifrons), ранее относимый к медовкам, выделен в отдельный род Purnella Mathews, 1914 — Purnella albifrons (Gould, 1841).

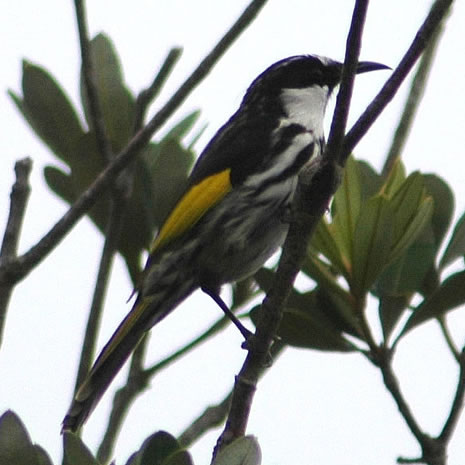
Белощёкая медовка
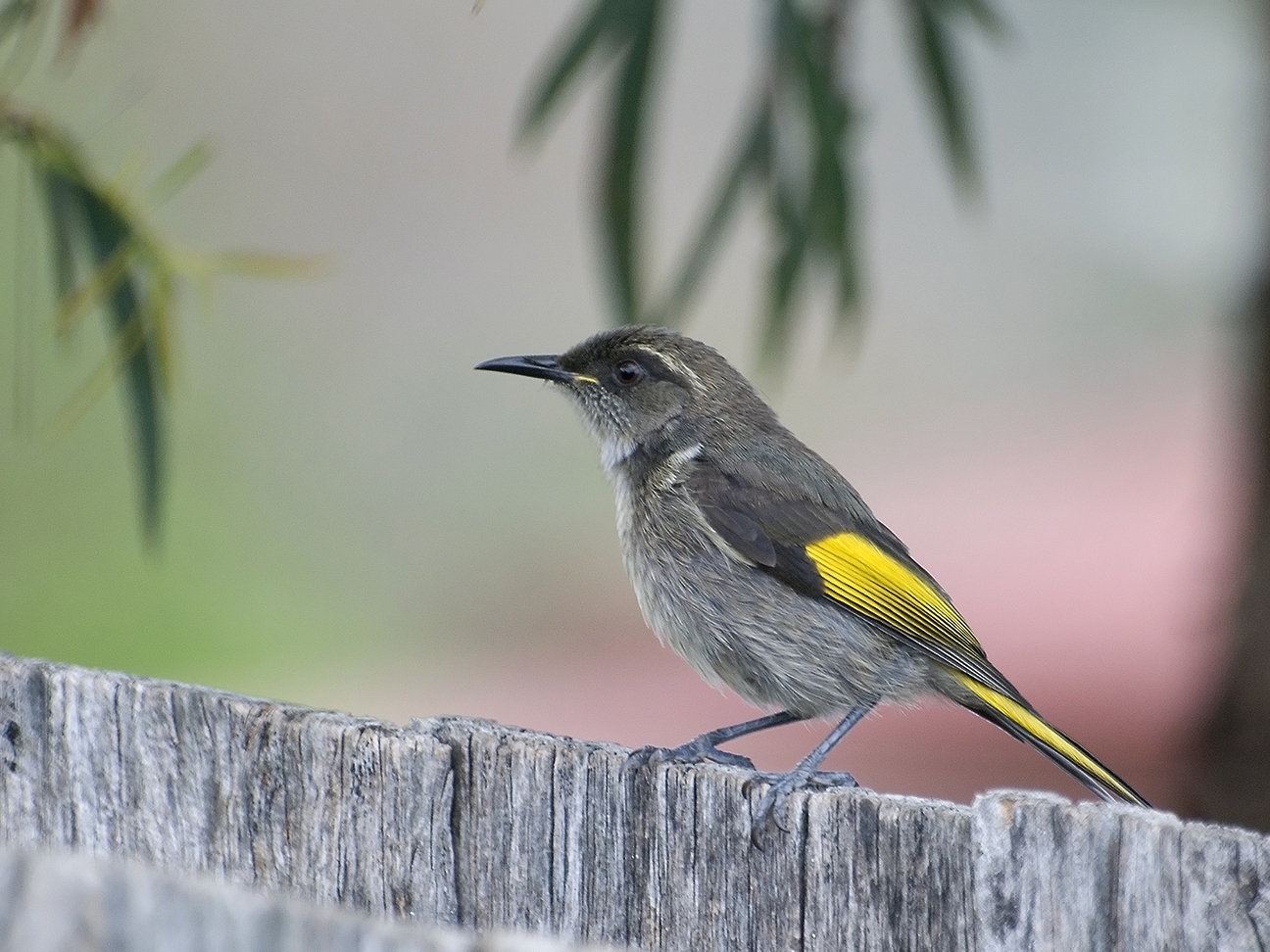
Золотокрылая медовка